# ЦСКА (хоккейный клуб, София)
Центральный спортивный клуб армии (ЦСКА) (болг. Централен спортен клуб на армията (ЦСКА)) — болгарский хоккейный клуб, является частью системы спортивного клуба ЦСКА из Софии.

## История
Клуб был основан в 1948 году и в первом же сезоне стал чемпионом Болгарии. С 1950 по 1974 годы проводил домашние матчи на стадионе «Юнак», за этот период клуб ещё 9 раз становился чемпионом страны. С сезона 1974/75 армейцы выступали в спортивном комплексе «Червоно знаме» и ещё четырежды становились лучшими в стране. В сезоне 1989/90 клуб последний раз сменил домашнюю арену: ею стал Зимний дворец спорта.
После смены государственной идеологии клуб вместе со всей хоккейной общественностью страны испытывал трудности: в периоды годов 1997—1999, 2001—2002 и 2005—2008 он не существовал.

## Хронология названий
- ЦДВ (1948—1950)
- НВ (1950—1953)
- ЦДНА (1953—1963)
- ЦСКА «Червено Знаме» (1963—1968)
- ЦСКА «Септемврийско знаме» (1969—1988)
- ЦСКА (1989—1993)
- ЦСКА-Академик (1993—1994)
- ЦСКА (1994—1997)
- ЦСКА Лайонс 99 (1999—2001)
- ЦСКА-Элит (2002—2005)

## Достижения
- Чемпионат Болгарии:
  - Чемпион: 1963/64, 1964/65, 1965/66, 1966/67, 1968/69, 1970/71, 1971/72, 1972/73, 1973/74, 1974/75, 1982/83, 1983/84, 1985/86, 2012/13, 2013/14, 2014/15

- - Вице-чемпион: 1954/55, 1959/60, 1960/61, 1961/62, 1962/63, 1967/68, 1969/70, 1977/78, 1986/87, 1987/88, 1988/89, 2007/08, 2008/09, 2009/10, 2011/12

- Кубок Болгарии:
  - Обладатель: 1964, 1965, 1967, 1972, 1973, 1975, 1976, 1978, 1981, 1983, 1986, 1987, 2012, 2013

Также клуб 11 раз (1966, 1967, 1968, 1970, 1972, 1973, 1974, 1975, 1976, 1985, 1987) участвовал в Кубке Европы, но ни разу не смог пройти своего первого соперника в сериях на выбывание. В розыгрыше 1968 года клуб стартовал со второго раунда и это их единственное достижение в турнире.

## Некоторые известные игроки
- Малин Атанасов
- Кирил Ходулов
- Емил Кёсев
- Димитр Стоичков
- Руслан Христов
- Владислав Драгомиров
- Стоян Бочваров
- Мартин Бояджиев
- Мило Ненов
- Тодор Забунов
- Радослав Бонев
- Виктор Недялков
- Петр Милчев
- Мартин Забунов
- Лычезар Гюмов
- Илия Бочваров
- Атанас Илиев
- Божидар Димов
- Кирил Герасимов
- Валентин Димов
- Николай Михайлов
- Симеон Тачев
- Димитр Лазаров
- Стефан Чомаков
- Иван Пенелов
- Павел Лесев
- Жеко Ботев
- Ивайло Калев
- Йордан Йончев
- Христо Антов
- Найден Недялков
- Эмил Михайлов
- Георги Величков